# Heron Quays (DLR)

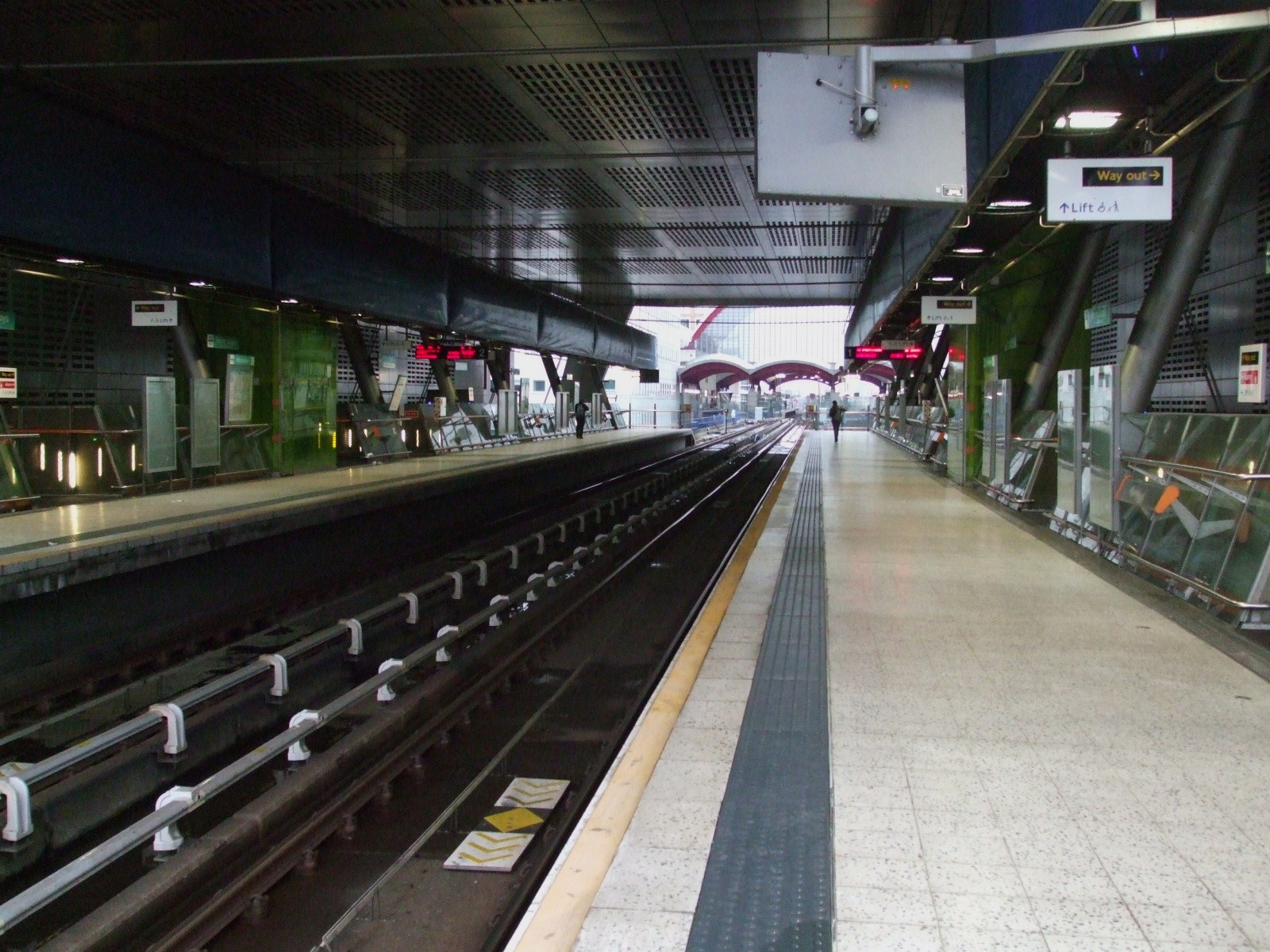
Station Heron Quays, im Hintergrund ist die Station Canary Wharf zu sehen

Heron Quays ist eine Station der Docklands Light Railway (DLR) im Londoner Stadtbezirk London Borough of Tower Hamlets. Sie liegt in der Travelcard-Tarifzone 2 und erschließt den südlichen Teil des ausgedehnten Geschäftsviertels Canary Wharf. Die Station ist erhöht und befindet sich inmitten eines Bürohochhauses. Von hier aus kann auch ein unterirdisches Einkaufszentrum erreicht werden. Etwa zwei Gehminuten entfernt (durch das Einkaufszentrum oder über die Straße) liegt die U-Bahn-Station Canary Wharf der Jubilee Line.
Bei der Betriebsaufnahme des Grundnetzes am 31. August 1987 bestand die Station aus zwei kurzen Seitenbahnsteigen und befand sich teilweise direkt über dem ehemaligen South Dock-Hafenbecken. Nachdem am 9. Februar 1996 in der Nähe der benachbarten Station South Quay eine Autobombe der IRA explodiert war, musste die gesamte Strecke südlich von Heron Quays gesperrt werden. Einige Wochen später, am 16. April, konnte der Betrieb wieder aufgenommen werden.
Die Station erwies sich bald als zu klein und musste erweitert werden. Sie wurde am 30. September 2001 geschlossen, rund 200 Meter weiter nördlich am heutigen Standort neu errichtet und am 18. Dezember 2002 wiedereröffnet.